# (2315) Чехословакия
(2315) Чехословакия (чеш. Československo) — астероид главного пояса, который был открыт 19 февраля 1980 года чешским женщиной-астрономом Зденкой Вавровой в обсерватории Клеть и 1 июня 1981 года назван в честь Чехословакии, государства, существовавшего в Центральной Европе в период с 1918 по 1993 год.

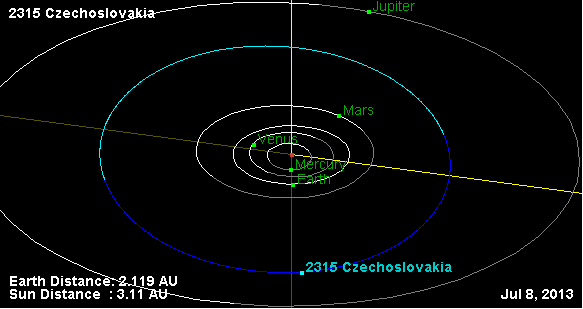
Орбита астероида Чехословакия и его положение в Солнечной системе